# Manuel González Jiménez
Manuel González Jiménez (Carmona, província de Sevilla, 1938), és un historiador espanyol. Els seus estudis estan orientats cap a l'Edat Mitjana.
Especialista en la Baixa Edat Mitjana a Andalusia i en els regnats de Ferran III de Castella i Alfons X de Castella, ha publicat llibres d'alguns aspectes relacionats amb el regne de Sevilla, incloent-hi els llistats de cognoms en els repartiments reials després de la seva conquesta. Va ser condecorat amb la Gran creu de l'Orde d'Alfons X el Savi.

## Obres (selecció)
- Documentación e itinerario de Alfonso X el Sabio.[3] Universidad de Sevilla, 2012, ISBN 978-84-47213-32-0, amb María Antonia Carmona Ruiz
- Fernando III el Santo. Fundación José Manuel Lara. 2011, ISBN 978-84-96824-92-8.[4]
- Carmona medieval. Sevilla: Fundación José Manuel Lara, 2006. ISBN 84-96556-43-3.[5]
- En la frontera de Granada. Universidad de Granada, 2002. ISBN 84-338-2842-8, amb Juan de Mata Carriazo y Arroquia
- Alfonso X el Sabio, 1252-1284. La Olmeda, 1993. ISBN 84-86844-99-1
- En torno a los orígenes de Andalucía: la repoblación del siglo XIII. Sevilla: Secretariado de la Universidad de Sevilla, D.L. 1980. ISBN 84-7405-165-7